# Чоповицька сільська рада
Чоповицька сільська рада (1935—38 роки — Чоповицька Перша сільська рада) — колишня адміністративно-територіальна одиниця та орган місцевого самоврядування у Чоповицькому, Малинському, Коростенському районах Малинської, Коростенської та Волинської округ, Київської та Житомирської областей УРСР з адміністративним центром у с. Чоповичі.

## Населені пункти
Сільській раді на момент ліквідації були підпорядковані населені пункти:
- с. Будницьке
- с. Стримівщина
- с. Пристанційне
- с. Чоповичі

## Історія та адміністративний устрій
Утворена 1923 року в складі сіл Тростяниця та Чоповичі Чоповицької волості Радомисльського повіту. 7 березня 1923 року увійшла до складу новоствореного Малинського району, в квітні 1923 року — до новоутвореного Чоповицького району. 10 вересня 1924 року, внаслідок ліквідації Чоповицького району, раду було повернено до Малинського району. Станом на 17 грудня 1926 року на обліку перебувають поселення Рудня Чоповицька та хутір Пристанційне як селище залізничної станції Чоповичі. 23 лютого 1927 року, постановою президії ВУЦВК Чоповицький район було відновлено з Чоповицькою сільською радою в складі.
5 лютого 1931 року, внаслідок чергової ліквідації Чоповицького району, сільрада була включена до складу Малинського району. 17 лютого 1935 року, постановою президії ВУЦВК, Чоповицьку Першу сільську раду було включено до складу відновленого Чоповицького району. В 1935-38 роках іменувалась як Чоповицька Перша сільська рада. 9 вересня 1939 року с. Тростяниця увійшло до складу новоствореної Барвінківської сільської ради Чоповицького району. Станом на 1 жовтня 1941 року пос. Рудня Чоповицька не числиться на обліку населених пунктів.
Станом на 1 вересня 1946 року входила до складу Чоповицького району Житомирської області, на обліку в раді перебували с. Чоповичі та хутори Будницьке, Пристанційний та Стримівщина.
28 листопада 1957 року, відповідно до указу Президії ВР УРСР «Про укрупнення деяких районів Житомирської області», Чоповицький район було розформовано; Чоповицька сільська рада повернулась до складу Малинського району. 30 грудня 1962 року, відповідно до указу Президії Верховної ради УРСР «Про укрупнення сільських районів Української РСР», сільську раду переведено до складу Коростенського району.
Ліквідована 7 січня 1963 року рішенням Житомирського облвиконкому «Про зміну адміністративної підпорядкованості окремих сільських рад і населених пунктів», населені пункти включені до складу Чоповицької селищної ради Коростенського району.